# Opercule (poisson)
Pour les articles homonymes, voir Opercule.

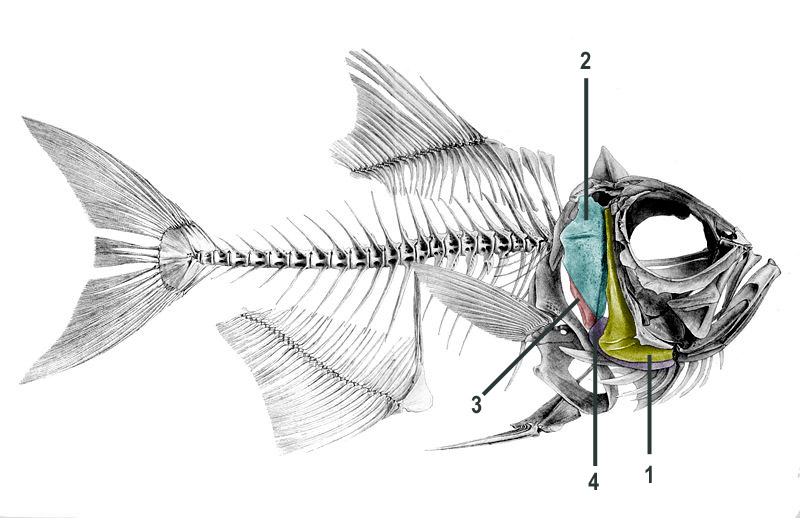
Anatomie osseuse du poisson - En couleur : les 4 os du système operculaire du poisson - 1 = Os préoperculaire ; 2 = Os operculaire ; 3 = Os sous-perculaire et 4 = Os interoperculaires (ici chez Beryx decadactylus

Les opercules sont des plaques osseuses qui ferment les ouïes des poissons. 
Ces os sont souvent finis par une à trois épines dirigées vers l'arrière chez les poissons dont le caractère est le plus évolué. 

## Anatomie

Anatomie externe d'un poisson, le Lampanyctodes hectoris :
1 = opercule ; 2 = ligne latérale ; 3 = nageoire dorsale ; 4 = nageoire adipeuse ; 5 = pédoncule caudal ; 6 = nageoire caudale ; 7 = nageoire anale ; 8 = photophores ; 9 = nageoires pelviennes et 10 = nageoires pectorales

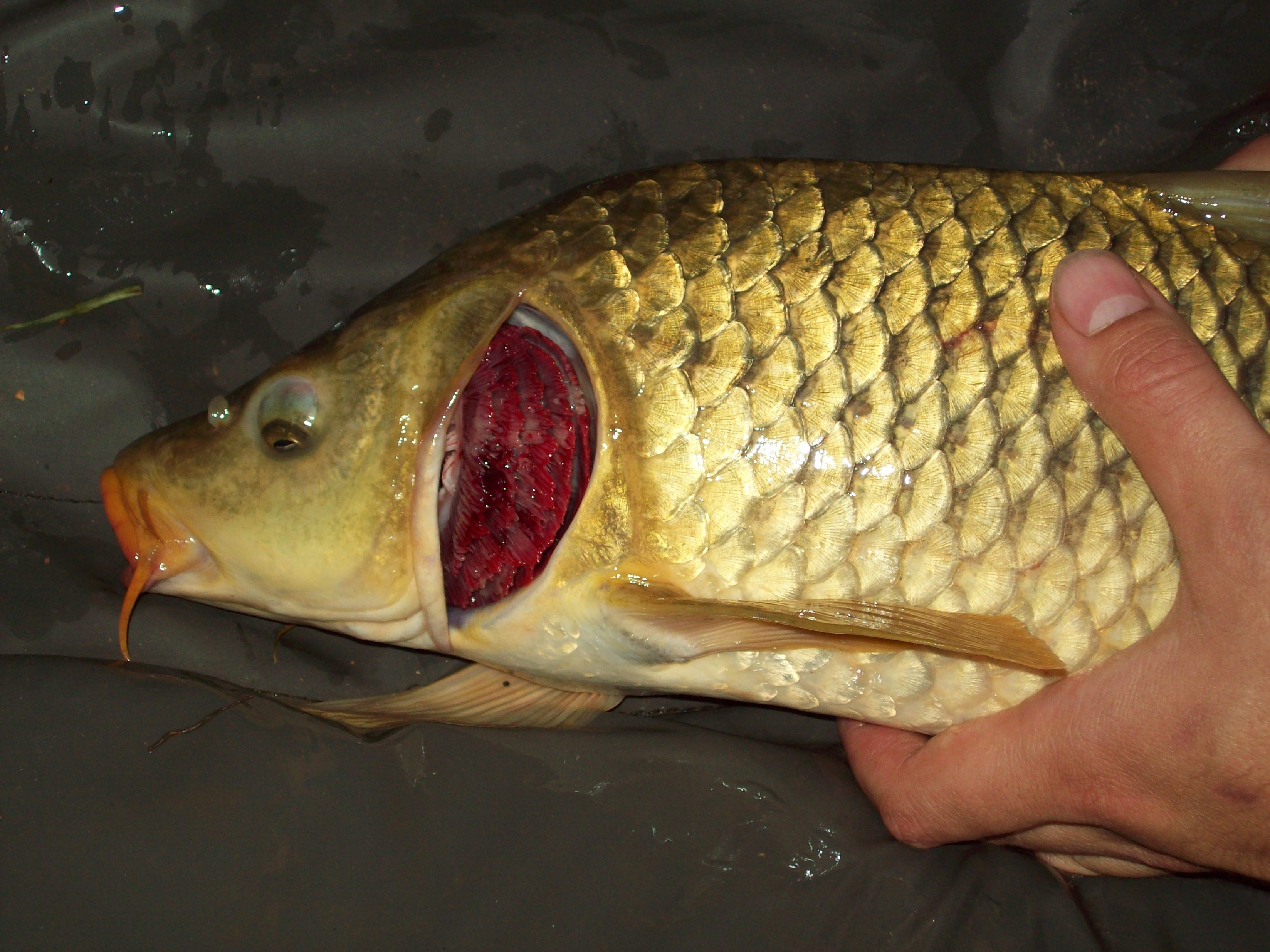
Malformation congénitale : l'opercule ne s'est pas formé laissant les branchies apparentes (chez une carpe)

Pour l'ichtyologue le « système operculaire » comprend une série operculaire (série d'os associés à l'arc hyoïde (qui protège les arcs branchiaux, en arrière de l'arc mandibulaire qui articule les mâchoires inférieures et supérieurs). Cette série operculaire comprend 4 os dénommés :
1. préoperculaire ;
2. operculaire ;
3. sous-perculaire ;
4. interoperculaires.

## Fonctions
Les opercules participent au processus de respiration du poisson. Elles prennent généralement part à une mécanique de pompe en deux temps. La cavité buccale se remplit lorsque la valve buccale (ouverture de la bouche) est ouverte et que les os crâniens font un appel d'eau. Cette eau s'accumule momentanément car la valve operculaire est fermée. En phase de poussée, les os crâniens comprime cette eau qui sort par la zone operculaire (la valve buccale restant close). L'eau, plus ou moins riche en dioxygène, passe ensuite au niveau des filaments branchiaux qui captent une partie de ce gaz dissout, et est relâché dans l'environnement. Les organes respiratoires du poisson sont ainsi situés entre la bouche et les opercules.

## Usages par l'homme
- L'étude de l'« os operculaire » peut permettre d'évaluer l'âge d'un poisson. Chez les espèces marines on utilise plus souvent l'otolithe.

- Cet os est aussi l'un de ceux qui absorbent le mieux le plomb et il est facile à extraire (d'un poisson mort). Son analyse chimique permet donc d'évaluer la santé d'un poisson ou d'une population de poissons au regard du plomb (saturnisme animal, qui peut être chez certains poissons tels que la truite parfois associé à des anomalies de développement (dès 22 μg/L chez la truite[1]) et à divers indices de neurotoxicité[2], ainsi que des anomalies du métabolisme dès 13 µg/L[3]).